# Skomlya Hill
Der Skomlya Hill (englisch; bulgarisch хълм Скомля chalm Skomlja) ist ein 354 m hoher und felsiger Hügel auf der Trinity-Halbinsel des Grahamlands im Norden der Antarktischen Halbinsel. Er ragt 9,98 km östlich des Abel-Nunataks, 8,95 km südöstlich des Theodolite Hill und 6,79 km westlich des View Point an der Basis einer Landzunge auf, die 5,5 km in östlicher Richtung in den Prinz-Gustav-Kanal hineinragt.
Deutsche und britische Wissenschaftler kartierten ihn 1996 gemeinsam. Die bulgarische Kommission für Antarktische Geographische Namen benannte ihn 2010 nach der Ortschaft Skomlja im Nordwesten Bulgariens.